# Boromba
Boromba est un village de Côte d'Ivoire situé dans le district du Zanzan, dans la région du Gontougo.
Boromba fait partie du département de Bondoukou et est situé sur l'axe Bondoukou-Tissié. C'est un des villages parlant le degha en Côte d'Ivoire. Situé à seulement quelque 2 km de la frontière du Ghana, Boromba est un village essentiellement agricole comme ses voisins de la région. L'igname est la culture majeure. Sur le plan économique, l'anacarde occupe une place de choix ; néanmoins la poterie constitue une source de revenus pour les femmes.
Boromba a des liens étroits avec le chef du canton Ahinifié.